# Bro stajnkalm

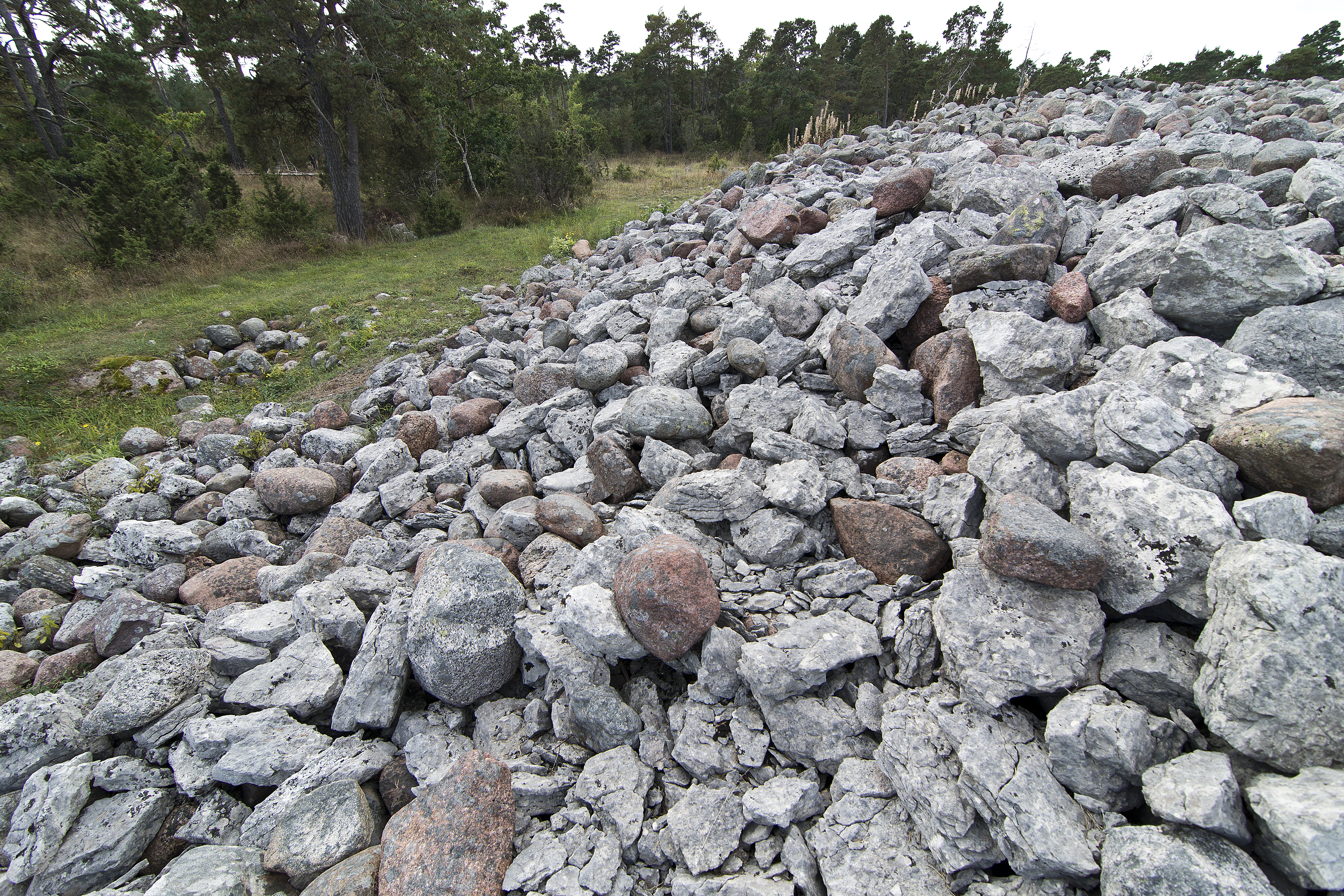
Bro stajnkalm

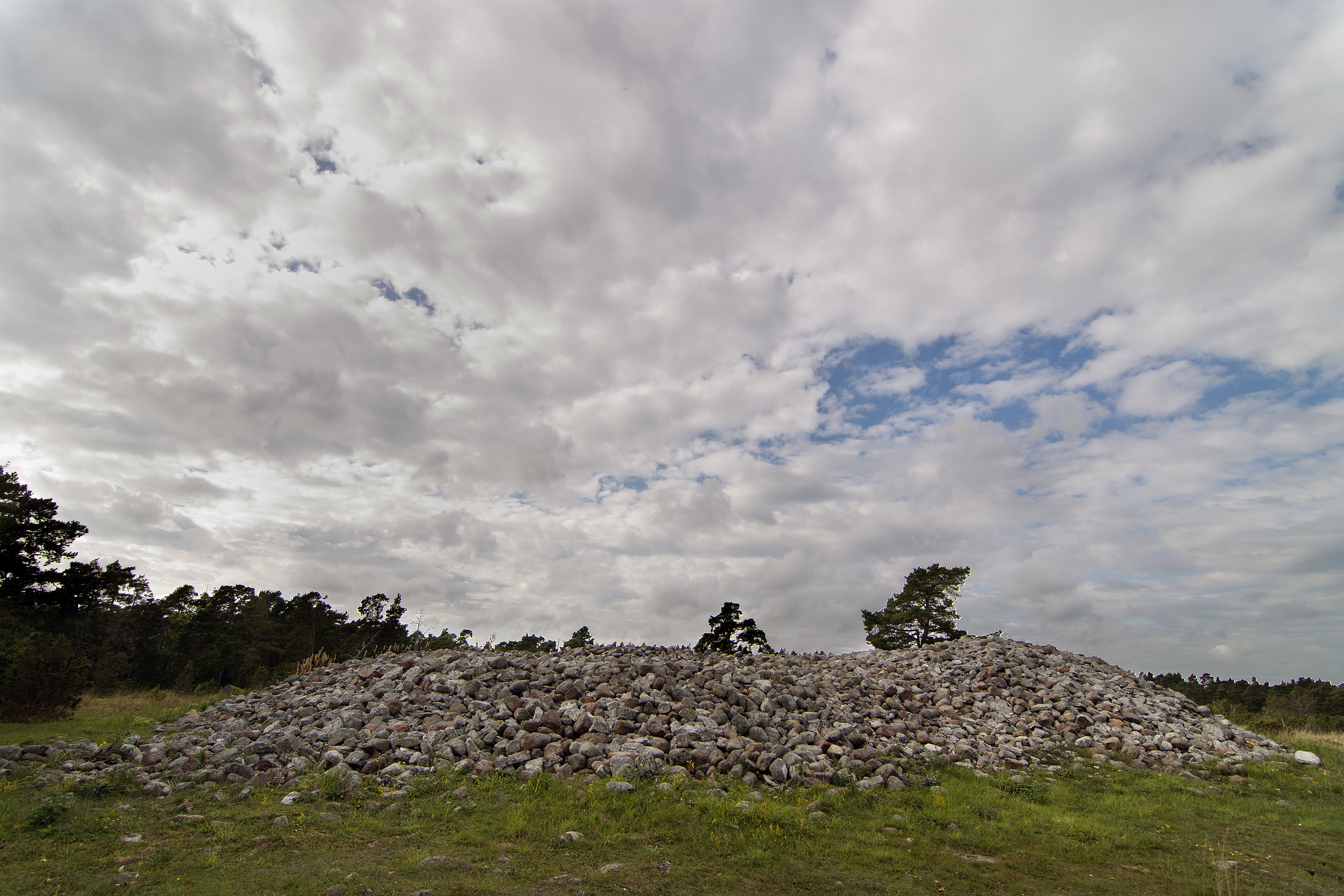
Bro Stajnkalm 1

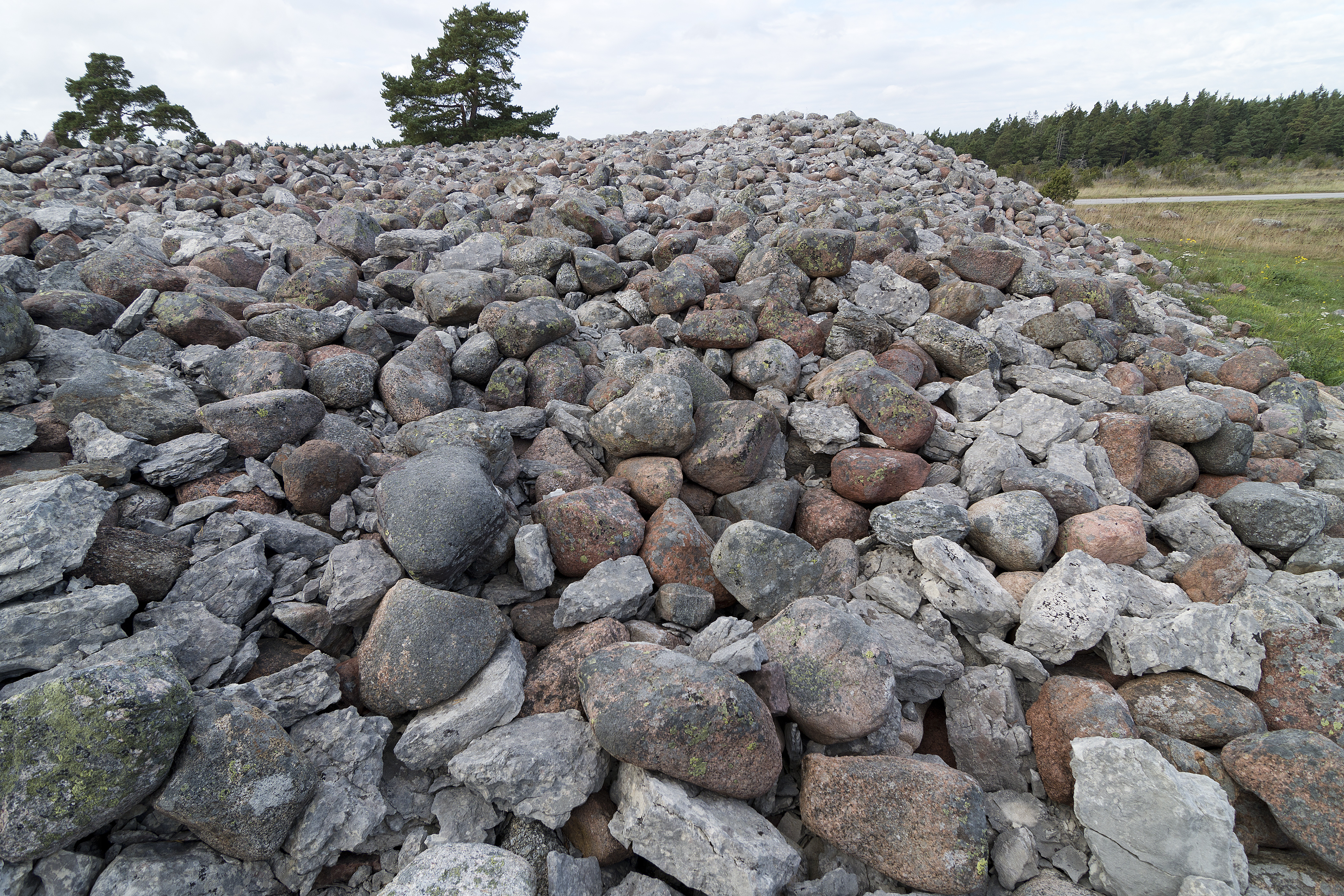
Bro Stajnkalm 3

Bro stajnkalm i Bro socken är ett av Gotlands större och mest välkända gravrösen från äldre bronsåldern (1500–500 f. Kr.). Det ligger på heden utmed väg 148 mellan Visby och Tingstäde och cirka en km nordost om Halner gård. Det gotländska ordet stajnkalm betyder stenröse. Röset som består av gråsten har en höjd på 3,5 m och en diameter på 38 m och det lär vara hövdingen Baldur i Bros sista vilorum. Trots att folk i trakten plockat mycket sten från röset till sina gärsgårdar och annan bebyggelse, så är det fortfarande en mycket imponerande kummelhög.
På andra sidan vägen och ungefär 200 meter nordväst om röset står "Bro ojkar", ett par resta bautastenar som enligt en gammal sägen har varit två oxar, som fadern till en blind son lovat offra till Bro kyrka om sonen blev botad. Då de närmade sig kyrkan så kunde sonen plötsligt se. Fadern ville då vända om med den påföljden att oxarna förvandlades till två resta gråstenar.
I närheten finnes även ett par bildstenar som kallas Bro stainkällingar.